# Dalima obliquaria
Dalima obliquaria là một loài bướm đêm trong họ Geometridae.